# Pelle Lindroth
Pelle Lindroth, mer känd under artistnamnet Parken, född 11 maj 1976, är en svensk artist och låtskrivare. Lindroth har släppt tre album "Länge leve Parken" (2008), "Framtiden var här" (2010) och "Tidigt en maj" (2014) under sitt artistnamn.
Han har bland annat spelat med Moder Jords Massiva. 2007 gick Lindroth ihop med producenten Henrik von Euler och grundade enmansbandet Parken och spelade in "Länge leve Parken" som kom ut 2008 med uppmärksammade låtar som "Åt helvete med himlen" och "Jag har varit vilsen, Lisa". Han blev samma år nominerad till årets nykomling av P3 Pop. 2010 släppte han och von Euler ett andra album, "Framtiden var här". Den 9 februari 2014 meddelade skivbolaget Flora & Fauna att Lindroth hade släppt en ny singel "Double rainbow över Valla Torg" inför det nya albumet "Tidigt en maj" som släpptes den 7 maj samma år.
När Lindroth spelar live under artistnamnet Parken, ackompanjeras han av von Euler, David Giese och Martin Sörbom.

## Privatliv
Lindroth bor med sin fru och två barn i Årsta och extraknäcker en gång i veckan med att arbeta med människor med intellektuell funktionsnedsättning.
| ” | "Jag jobbar med utvecklingsstörda, och det är en skön grej för mig. Allt annat man gör är ett sätt att ta in inspiration i musiken. Vissa kan säkert hämta stoff från enbart sig själva ett helt liv, men jag tycker det är intressant att sätta sig själv i andra sammanhang och fundera över andras öden." | „ |

## Diskografi

### Album
- Länge leve Parken (2008)
- Framtiden var här (2010)
- Tidigt en maj (2014)

### Singlar
- Ser du stjärnan i det grå? (2010)
- Annas sång (2010)
- Double rainbow över Valla Torg (2014)
- Slår mig fri (2014)